# 中甸茴芹
中甸茴芹（学名：Pimpinella chungdienensis）是伞形科茴芹属的植物，为中国的特有植物。分布于中国大陆的西藏、云南、四川等地，生长于海拔2,450米至3,500米的地区，多生长在高山针叶林中、灌丛中、岩壁缝隙及沟边草地上，目前尚未由人工引种栽培。